# Bigger, Better, Faster, More!
Bigger, Better, Faster, More! is het enige album van de Amerikaanse band 4 Non Blondes. De groep had een hit met het nummer What's Up?.

## Nummers
1. Train (3:47)
2. Superfly (4:37)
3. What's Up? (4:55)
4. Pleasantly Blue (2:27)
5. Morphine & Chocolate (4:41)
6. Spaceman (3:40)
7. Old Mr. Heffer (2:16)
8. Calling All the People (3:17)
9. Dear Mr. President (4:43)
10. Drifting (3:30)
11. No Place Like Home (3:09)